# Arotrephes mitralis
Arotrephes mitralis là một loài tò vò trong họ Ichneumonidae.